# 1.ª etapa do Tour de France de 2021
A 1.ª etapa do Tour de France de 2021 teve lugar a 26 de junho de 2021 entre Brest e Landerneau sobre um percurso de 197,8 km e foi vencida pelo francês Julian Alaphilippe da equipa Deceuninck-Quick Step, convertendo a sua vez no primeiro líder da prova.

## Classificação da etapa
| Brest - Landerneau | etapa escarpada | (197,8 km) |

| \| Classificação por etapas \| Classificação por etapas \| Classificação por etapas \| Classificação por etapas \| Classificação por etapas \| \| Ciclista \| Ciclista \| Equipe \| Tempo \| \| \| ------------------------ \| ------------------------ \| ------------------------ \| ------------------------ \| ------------------------ \| \| 1. \| Julian Alaphilippe \| Deceuninck-Quick Step \| 4h39m05s \| \| \| 2. \| Michael Matthews \| BikeExchange \| + 8s \| \| \| 3. \| Primož Roglič \| Jumbo-Visma \| + 8s \| \| \| 4. \| Jack Haig \| Bahrain Victorious \| + 8s \| \| \| 5. \| Wilco Kelderman \| Bora-Hansgrohe \| + 8s \| \| \| 6. \| Tadej Pogačar \| UAE Team Emirates \| + 8s \| \| \| 7. \| David Gaudu \| Groupama-FDJ \| + 8s \| \| \| 8. \| Sergio Higuita \| EF Education-Nippo \| + 8s \| \| \| 9. \| Bauke Mollema \| Trek-Segafredo \| + 8s \| \| \| 10. \| Geraint Thomas \| Ineos Grenadiers \| + 8s \| \| |                    |                       |          |
| |                    |                       |          |
| Fonte: ProCyclingStats |                    |                       |          |
| Classificação por etapas |                    |                       |          |
| Ciclista | Ciclista           | Equipe                | Tempo    |
| 1. | Julian Alaphilippe | Deceuninck-Quick Step | 4h39m05s |
| 2. | Michael Matthews   | BikeExchange          | + 8s     |
| 3. | Primož Roglič      | Jumbo-Visma           | + 8s     |
| 4. | Jack Haig          | Bahrain Victorious    | + 8s     |
| 5. | Wilco Kelderman    | Bora-Hansgrohe        | + 8s     |
| 6. | Tadej Pogačar      | UAE Team Emirates     | + 8s     |
| 7. | David Gaudu        | Groupama-FDJ          | + 8s     |
| 8. | Sergio Higuita     | EF Education-Nippo    | + 8s     |
| 9. | Bauke Mollema      | Trek-Segafredo        | + 8s     |
| 10. | Geraint Thomas     | Ineos Grenadiers      | + 8s     |

## Classificações ao final da etapa

### Classificação geral(Maillot Jaune)
| \| Classificação geral \| Classificação geral \| Classificação geral \| Classificação geral \| Classificação geral \| \| Ciclista \| Ciclista \| Equipe \| Tempo \| \| \| ------------------- \| ------------------- \| --------------------- \| ------------------- \| ------------------- \| \| 1. \| Julian Alaphilippe \| Deceuninck-Quick Step \| 4h38m55s \| \| \| 2. \| Michael Matthews \| BikeExchange \| + 12s \| \| \| 3. \| Primož Roglič \| Jumbo-Visma \| + 14s \| \| \| 4. \| Jack Haig \| Bahrain Victorious \| + 18s \| \| \| 5. \| Wilco Kelderman \| Bora-Hansgrohe \| + 18s \| \| \| 6. \| Tadej Pogačar \| UAE Team Emirates \| + 18s \| \| \| 7. \| David Gaudu \| Groupama-FDJ \| + 18s \| \| \| 8. \| Sergio Higuita \| EF Education-Nippo \| + 18s \| \| \| 9. \| Bauke Mollema \| Trek-Segafredo \| + 18s \| \| \| 10. \| Geraint Thomas \| Ineos Grenadiers \| + 18s \| \| |                    |                       |          |
| |                    |                       |          |
| Fonte: ProCyclingStats |                    |                       |          |
| Classificação geral |                    |                       |          |
| Ciclista | Ciclista           | Equipe                | Tempo    |
| 1. | Julian Alaphilippe | Deceuninck-Quick Step | 4h38m55s |
| 2. | Michael Matthews   | BikeExchange          | + 12s    |
| 3. | Primož Roglič      | Jumbo-Visma           | + 14s    |
| 4. | Jack Haig          | Bahrain Victorious    | + 18s    |
| 5. | Wilco Kelderman    | Bora-Hansgrohe        | + 18s    |
| 6. | Tadej Pogačar      | UAE Team Emirates     | + 18s    |
| 7. | David Gaudu        | Groupama-FDJ          | + 18s    |
| 8. | Sergio Higuita     | EF Education-Nippo    | + 18s    |
| 9. | Bauke Mollema      | Trek-Segafredo        | + 18s    |
| 10. | Geraint Thomas     | Ineos Grenadiers      | + 18s    |

### Classificação por pontos(Maillot Vert)
| Classificação por pontos | Classificação por pontos | Classificação por pontos | Classificação por pontos | Classificação por pontos |
| Ciclista                 | Ciclista                 | Equipe                   | Pontos                   |                          |
| ------------------------ | ------------------------ | ------------------------ | ------------------------ | ------------------------ |
| 1.                       | Julian Alaphilippe       | Deceuninck-Quick Step    | 50 pts                   |                          |
| 2.                       | Michael Matthews         | BikeExchange             | 43 pts                   |                          |
| 3.                       | Ide Schelling            | Bora-Hansgrohe           | 20 pts                   |                          |
| 4.                       | Primož Roglič            | Jumbo-Visma              | 20 pts                   |                          |
| 5.                       | Jack Haig                | Bahrain Victorious       | 18 pts                   |                          |
| 6.                       | Caleb Ewan               | Lotto-Soudal             | 17 pts                   |                          |
| 7.                       | Wilco Kelderman          | Bora-Hansgrohe           | 16 pts                   |                          |
| 8.                       | Peter Sagan              | Bora-Hansgrohe           | 15 pts                   |                          |
| 9.                       | Tadej Pogačar            | UAE Team Emirates        | 14 pts                   |                          |
| 10.                      | David Gaudu              | Groupama-FDJ             | 12 pts                   |                          |

### Classificação da montanha(Maillot à Pois Rouges)
| Classificação da montanha | Classificação da montanha | Classificação da montanha          | Classificação da montanha | Classificação da montanha |
| Ciclista                  | Ciclista                  | Equipe                             | Pontos                    |                           |
| ------------------------- | ------------------------- | ---------------------------------- | ------------------------- | ------------------------- |
| 1.                        | Ide Schelling             | Bora-Hansgrohe                     | 3 pts                     |                           |
| 2.                        | Julian Alaphilippe        | Deceuninck-Quick Step              | 2 pts                     |                           |
| 3.                        | Anthony Perez             | Cofidis                            | 2 pts                     |                           |
| 4.                        | Victor Campenaerts        | Qhubeka NextHash                   | 1 pt                      |                           |
| 5.                        | Danny van Poppel          | Intermarché-Wanty-Gobert Matériaux | 1 pt                      |                           |
| 6.                        | Michael Matthews          | BikeExchange                       | 1 pt                      |                           |

### Classificação do melhor jovem(Maillot Blanc)
| Classificação dos jovens | Classificação dos jovens | Classificação dos jovens | Classificação dos jovens | Classificação dos jovens |
| Ciclista                 | Ciclista                 | Equipe                   | Tempo                    |                          |
| ------------------------ | ------------------------ | ------------------------ | ------------------------ | ------------------------ |
| 1.                       | Tadej Pogačar            | UAE Team Emirates        | 4h39m13s                 |                          |
| 2.                       | David Gaudu              | Groupama-FDJ             | + 0s                     |                          |
| 3.                       | Sergio Higuita           | EF Education-Nippo       | + 0s                     |                          |
| 4.                       | Jonas Vingegaard         | Jumbo-Visma              | + 0s                     |                          |
| 5.                       | Lucas Hamilton           | BikeExchange             | + 30s                    |                          |
| 6.                       | Brent Van Moer           | Lotto-Soudal             | + 38s                    |                          |
| 7.                       | Mark Donovan             | Team DSM                 | + 1m41s                  |                          |
| 8.                       | Joris Nieuwenhuis        | Team DSM                 | + 1m41s                  |                          |
| 9.                       | Stefan Bissegger         | EF Education-Nippo       | + 1m41s                  |                          |
| 10.                      | Nils Eekhoff             | Team DSM                 | + 1m49s                  |                          |

### Classificação por equipas(Classement par Équipe)
| Classificação por equipes | Classificação por equipes | Classificação por equipes | Classificação por equipes |
| Equipe                    | Equipe                    | Tempo                     |                           |
| ------------------------- | ------------------------- | ------------------------- | ------------------------- |
| 1.                        | Jumbo-Visma               | 13h57m44s                 |                           |
| 2.                        | Astana-Premier Tech       | + 0s                      |                           |
| 3.                        | Team BikeExchange         | + 25s                     |                           |
| 4.                        | Trek-Segafredo            | + 38s                     |                           |
| 5.                        | Bahrain Victorious        | + 41s                     |                           |
| 6.                        | Deceuninck-Quick Step     | + 1m28s                   |                           |
| 7.                        | EF Education-Nippo        | + 1m36s                   |                           |
| 8.                        | Ineos Grenadiers          | + 2m08s                   |                           |
| 9.                        | Movistar Team             | + 3m17s                   |                           |
| 10.                       | Team DSM                  | + 3m25s                   |                           |

## Abandonos
Devido a um par de quedas durante a etapa, não completaram a mesma Jasha Sütterlin, Cyril Lemoine e Ignatas Konovalovas.